# Elvis Country (I'm 10,000 Years Old)
Elvis Country (I'm 10,000 Years Old) é um álbum de Elvis Presley. Gravado no RCA Studio B em Nashville, chegou ao número 12 na Billboard 200. Chegou ao número seis no Reino Unido, vendendo mais de um milhão de cópias mundialmente. Foi certificado em ouro pela Recording Industry Association of America em 1977.
The lead single of the album, "I Really Don't Want to Know" backed with "There Goes My Everything", was released on December 8, 1970 and peaked at number 21 on the Billboard Hot 100, number two on the Adult Contemporary chart, and number 23 on the country singles chart.
Apesar do nome country, algumas canções são muito country,algumas são regravações.Esse disco tem como característica iniciar com lá maior repousar com si menor e terminar com dó maior características do "country". Esse álbum virou mitológico segundo alguns especialistas que o consideram um álbum à frente de seu tempo. A canção "Whole Lotta Shakin' Goin' On" se tornou um clássico do rock dos anos 50 de Jerry Lee Lewis. Já "Faded Love" é a típica canção em que Elvis mudava os arranjos, praticamente transformando-a em outra canção, como era de seu costume em estúdio. Em canções como "Tomorrow Never Comes", "I Washed My Hands In Muddy Water" e "Make The World Go Away", Elvis demonstra o seu poder vocal que se mostrava cada vez mais impressionante, além das interpretações que eram cada vez mais elogiadas. Entre as faixas do álbum são tocados trechos da canção "I Was Born About Ten Thousand Years Ago", no entanto, esta canção só foi lançada na íntegra no disco Elvis Now de 1972.

## Conteúdo
A maior parte do álbum veio de cinco dias de sessões de gravação em junho de 1970, que rendeu 35 faixas utilizáveis. Presley tocou todas as faixas "ao vivo", gravando sua parte vocal no mesmo take da banda, como era prática padrão para ele. Oito faixas da sessão foram lançadas dois meses antes, em novembro de 1970, no álbum That's the Way It Is. Durante as sessões, Presley e o produtor Felton Jarvis perceberam que tinham várias canções country em mãos e decidiram gravar várias outras para criar um álbum completo com material country. Precisando de mais duas faixas satisfatórias, Elvis voltou ao mesmo estúdio em setembro, onde gravou "Snowbird" e uma versão maníaca de "Whole Lotta Shakin 'Goin' On".
Quase todos os estilos de música country são representados; bluegrass, honky tonk, Western swing, rockabilly, countrypolitan e até o então nascente movimento "fora da lei". Trechos da música "I Was Born About Ten Thousand Years Ago" atuam como uma ponte entre cada faixa.
Depois desse álbum, Presley voltaria à sua prática usual de gravar um lote aparentemente aleatório de canções em cada viagem ao estúdio de gravação, deixando seu produtor reuni-las em álbuns. 
Mais sobre o texto original

## Faixas
1. "Snowbird" - 2:17
2. "Tomorrow Never Comes" - 4:06
3. "Little Cabin On The Hill" - 1:58
4. "Whole Lotta Shakin' Goin' On" - 3:09
5. "Funny How Time Slips Away" - 4:31
6. "I Really Don't Want To Know" - 2:50
7. "There Goes My Everything" - 3:09
8. "It's Your Baby, You Rock It" - 3:03
9. "The Fool" - 2:33
10. "Faded Love" - 3:19
11. "I Washed My Hands In Muddy Water" - 3:56
12. "Make The World Go Away" - 3:49

## Paradas musicais
- Estados Unidos - 12º - Billboard - 1971
- Estados Unidos - 6º - Billboard Country - 1971
- Estados Unidos - 8º - Billboard Country - 1973 - (relançamento)
- Inglaterra - 6º - NME - 1971

## Músicos
- Elvis Presley: Voz, Violão e Piano
- James Burton: Guitarra
- Chip Young: Guitarra
- Eddie Hinton: Guitarra
- Charlie Hodge: Violão
- Norbert Putnam: Baixo
- Jerry Carrigan: Percussão e Bateria
- Kenneth Buttrey: Bateria
- David Briggs: Piano
- Joe Moscheo: Piano
- Glen Spreen: Órgão
- Charlie McCoy: Órgão, Harmônica e Percussão
- Farrel Morris: Percussão
- Weldon Myrick: Steel Guitar
- Bobby Thompson: Banjo
- Buddy Spicher: Violino e Rabeca
- The Jordanaires, The Imperials, June Page, Millie Kirkham, Temple Riser, Ginger Holladay: Vocais;